# فوزي الكيالي
فوزي حسن الكيالي(1922م ــ2005م) سياسي ومحامي سوري من إدلب . وزير ثقافة وبرلماني ،ويعد من أبرز قيادات حزب الاتحاد الاشتراكي في سوريا.

## ولادته وتحصيله
ولد فوزي بن حسن الكيالي في كفر تخاريم 1922م في محافظة إدلب ،درس في مسقط رأسه كفرتخاريم، ثم انتقل إلى حلب ليكمل دراسته. بعد حصوله على البكالوريا، التحق بالدرك وعمل كضابط ومدير مكتب عبد الغني القضماني، مدير الدرك العام آنذاك، حصل على الليسانس في الحقوق من جامعة دمشق.

## عمله ووظائفه
عمل في قطاع التعليم كـمدرس في ثانوية المتنبي بإدلب، ثم أصبح مديرًا لنفس المدرسة. تدرج في المناصب التعليمية، حيث تولى إدارة مدرسة المعري ومدرسة الملك فيصل بحلب.شغل منصب مدير العمل والشؤون الاجتماعية بحلب، ثم مدير للتأمينات بحلب. وتوسعت مهامه لتشمل القاهرة، حيث أصبح مديرًا للتأمينات هناك. اثناء الوحدة مابين سوريا ومصر،بعد الانفصال، شغل منصب مدير التعليم. عُين عضوًا في مجلس الشعب بموجب المرسوم 466 الصادر في السادس عشر من شباط 1971. سُمي وزيرًا للثقافة والسياحة والإرشاد القومي في حكومة حافظ الأسد التي تشكلت في الحادي والعشرين من تشرين الثاني عام 1970 واستمرت حتى الثالث من نيسان عام 1971م. كما سُمي بنفس المنصب وزيرًا للثقافة والسياحة والإرشاد القومي في حكومة عبد الرحمن خليفاوي الأولى التي تشكلت في الثالث من نيسان عام 1971 واستمرت حتى الثالث والعشرين من كانون الأول عام 1972م.شغل منصب أمين عام الاتحاد الاشتراكي العربي. كان الكيالي على رأس مجموعة داخل الاتحاد الاشتراكي عارضت قرار انسحاب جمال الأتاسي حول انسحاب الحزب من الجبهة الوطنية التقدمية، وأعلن باسم المجموعة أنها ستواصل التعاون مع الجبهة ومع الحكومة.

## وفاته
توفي فوزي حسن الكيالي 2005